# Новоставський дендропарк
Новоста́вський дендропа́рк — парк-пам'ятка садово-паркового мистецтва місцевого значення в Україні. Об'єкт природно-заповідного фонду Рівненської області. 
Розташований у межах Рівненського району Рівненської області, між селами Новостав і Дерев'яне (на території контори Новоставського лісництва). 
Площа 1,5 га. Статус надано згідно з рішенням обласної ради від 22.11.1983 року № 343. Перебуває у віданні ДП «Клеванський лісгосп» (Новоставське л-во, кв. 39, вид. 22). 
Статус надано з метою збереження частини лісового масиву зі штучно створеним дендропарком. Тут зростає бл. 130 видів дерев та кущів, серед яких: клен гостролистий, дуб північний, береза повисла, липа дрібнолиста, горіх маньчжурський, сосна Веймутова, ялина європейська, туя західна, ялівець. 
У трав'яному покриві переважають чистотіл великий, гравілат міський, яглиця звичайна, кропива дводомна, зірочник ланцетоподібний, квасениця звичайна. 
З тварин трапляються заєць сірий, ящірка прудка, різні види земноводних (жаба гостроморда, ропуха сіра) та мишоподібних гризунів (мишак жовтогорлий, нориця польова, миша хатня). Велике розмаїття птахів, зокрема гніздяться шпак звичайний, синиця велика, синиця блакитна, сойка, повзик, дятел звичайний та інші.